# Sam Cohen

Sam-Cohen-Bibliothek in Swakopmund (2010)

Simon „Sam“ Gerald Cohen (* 26. Juli 1890 im Russischen Kaiserreich; † 26. Oktober 1977 in Kapstadt, Südafrika) war ein Geschäftsmann in Südwestafrika und Mäzen in der Küstenstadt Swakopmund.
Cohen wurde im Russischen Kaiserreich geboren, zog mit seinen Eltern aber bereits im Alter von neun Monaten nach England, wo er die Schule besuchte. 1903 wanderte er nach Südafrika und schlussendlich 1906 ins damalige Deutsch-Südwestafrika, das heutige Namibia, aus. Dort betrieb Cohen gemeinsam mit seinem Vater einen Gemischtwarenhandel. 1912 zog er zurück nach England, kehrte vier Jahre später aber nach Südwestafrika zurück. Fortan errichtete er eines der größten Unternehmen des Landes, das vor allem im Kfz-Handel aktiv war. 1920 heiratete er Sophia Cohen, geborene Canter, mit der er 1921 Sohn Jack Leslie bekam. 1928 vereinte Cohen seine Aktivitäten unter dem Unternehmen S. Cohen (Pty) Ltd., die 1946 in der SWA Commercial Holdings aufging.
Schon früh engagierte sich Cohen sozial und galt als großzügiger Spender. Cohen setzte sich hierbei vor allem für die Arbeit der Gesellschaft für wissenschaftliche Entwicklung Swakopmund ein. Er finanzierte und errichtete die nach ihm benannte Sam-Cohen-Bibliothek, die die Africana-Sammlung von Ferdinand Stich beherbergt.
Cohen war einer der bekanntesten jüdischen Einwohner des Landes. Das Sam-Cohen-Gebäude, ehemaliger Hauptsitz seines Unternehmens an der Independence Avenue in Windhoek, beherbergt (Stand 2020) das namibische Innenministerium.